# Leonor Doroteia de Anhalt-Dessau
Leonor Doroteia de Anhalt-Dessau (16 de Fevereiro de 1602 - 26 de Dezembro de 1664), foi uma princesa de Anhalt-Dessau por nascimento e duquesa de Saxe-Weimar por casamento.

## Vida
Leonor Doroteia era filha de João Jorge I, Príncipe de Anhalt-Dessau (1567–1618) e da sua segunda esposa, Doroteia (1581–1631), filha do conde palatino João Casimiro de Simmern.
A 23 de Maio de 1625, casou-se em Weimar com o seu primo Guilherme, o grande de Saxe-Weimar (1598–1662), de quem já estava noiva antes de ele partir para a sua campanha militar na Baixa Saxónia.  O casamento realizou-se por motivos políticos com o objectivo de fortalecer as relações entre Anhalt e Saxe-Weimer.   Apesar disso, há relatos de que o casal foi feliz.  Leonor Doroteia optou por permanecer calvinista durante o casamento, apesar de se ter aproximado mais da doutrina luterana seguida pelo seu marido.
Leonor Doroteia morreu em 1664 e, inicialmente, foi enterrada na capela do Schloss em Weimar.  Em 1824, o seu corpo foi transferido para a nova Cripta Decal de Weimar.

## Descendência

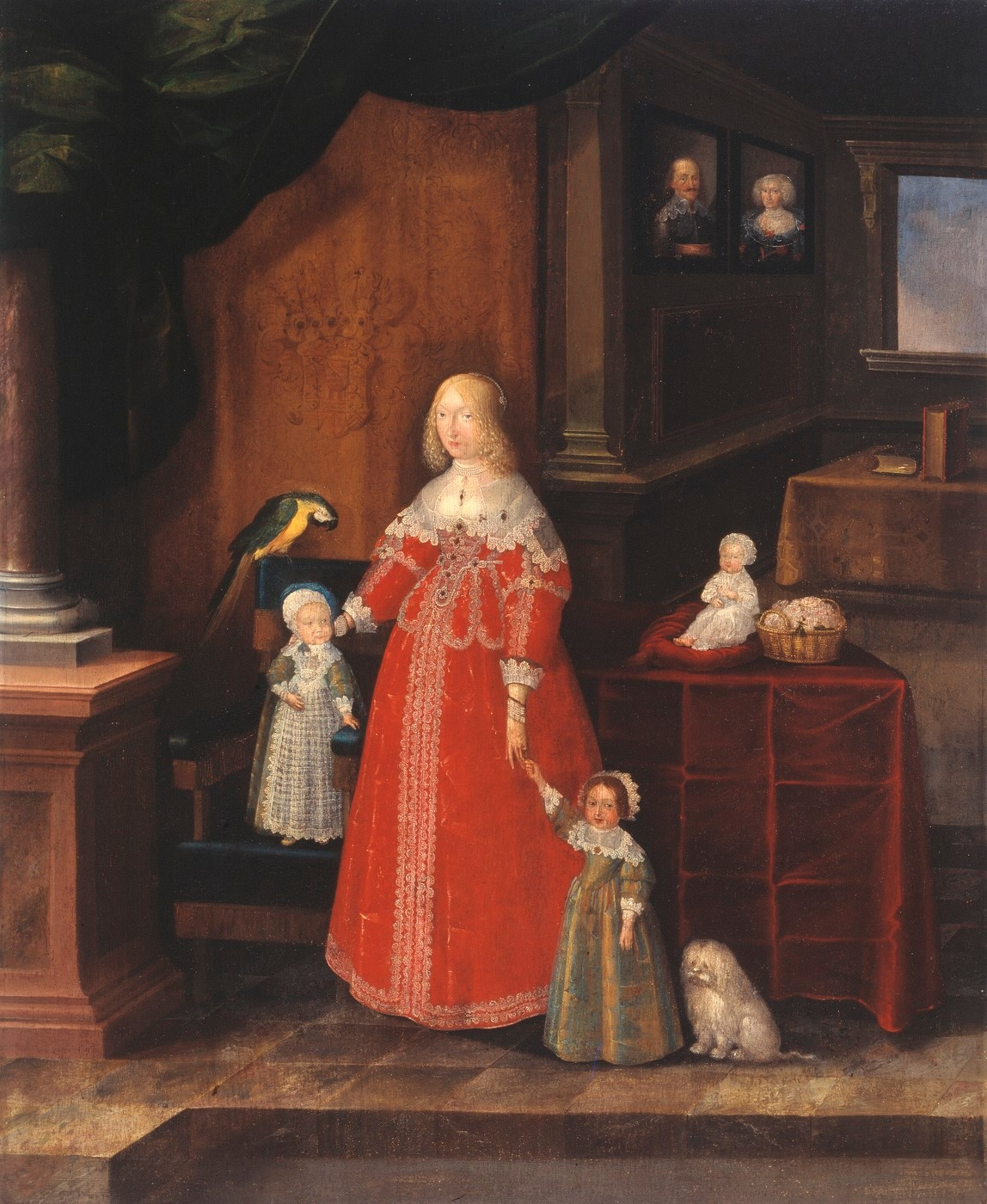
Leonor Doroteia com os seus filhos mais velhos.

Do seu casamento, Leonor Doroteia teve os seguintes filhos:
1. Guilherme de Saxe-Weimar (26 de Março de 1626 - 1 de Novembro de 1626).
2. João Ernesto II, Duque de Saxe-Weimar (11 de Setembro de 1627 - 15 de Maio de 1683), casado com a princesa Cristina Isabel de Schleswig-Holstein-Sonderburg; com descendência.
3. João Guilherme de Saxe-Weimar (16 de Agosto de 1630 - 16 de Maio de 1639), morreu aos oito anos de idade.
4. Adolfo Guilherme, Duque de Saxe-Eisenach (b. Weimar, 14 May 1632 - d. Eisenach, 22 November 1668), casado com Maria Isabel de Brunswick-Wolfenbüttel; com descendência.
5. João Jorge I, Duque de Saxe-Marksuhl, depois de Saxe-Eisenach (12 de Julho de 1634 - 19 de Setembro de 1686). avô da princesa Carolina de Brandemburgo-Ansbach, rainha consorte do rei Jorge II da Grã-Bretanha.
6. Guilhermina Leonor de Saxe-Weimar (7 de Junho de 1636 - 1 de Abril de 1653), morreu aos dezasseis anos de idade.
7. Bernardo II, Duque de Saxe-Jena (14 de Outubro de 1638 - 3 de Maio de 1678), casado com Marie Charlotte de la Trémoille; com descendência.
8. Frederico de Saxe-Weimar (19 de Março de 1640 - 19 de Agosto de 1656), morreu aos dezasseis anos de idade.
9. Doroteia Maria de Saxe-Weimar (14 de Outubro de 1641 - 11 de Junho de 1675), casada com Mauricio, Duque de Saxe-Zeitz; com descendência.[4]

## Genealogia
| Leonor Doroteia de Anhalt-Dessau | Pai: João Jorge I, Príncipe de Anhalt-Dessau | Avô paterno: Joaquim Ernesto, Príncipe de Anhalt        | Bisavô paterno: João V, Príncipe de Anhalt-Zerbst               |
| Leonor Doroteia de Anhalt-Dessau | Pai: João Jorge I, Príncipe de Anhalt-Dessau | Avô paterno: Joaquim Ernesto, Príncipe de Anhalt        | Bisavó paterna: Margarida de Brandemburgo, Duquesa da Pomerânia |
| Leonor Doroteia de Anhalt-Dessau | Pai: João Jorge I, Príncipe de Anhalt-Dessau | Avó paterna: Inês de Barby-Mühlingen                    | Bisavô paterno: Wolfgang I de Barby-Mühlingen                   |
| Leonor Doroteia de Anhalt-Dessau | Pai: João Jorge I, Príncipe de Anhalt-Dessau | Avó paterna: Inês de Barby-Mühlingen                    | Bisavó paterna: Inês de Mansfeld zu Mittel-Ort                  |
| Leonor Doroteia de Anhalt-Dessau | Mãe: Doroteia do Palatinado-Simmern          | Avô materno: João Casimiro, Conde do Palatinato-Simmern | Bisavô materno: Frederico III, Eleitor Palatino                 |
| Leonor Doroteia de Anhalt-Dessau | Mãe: Doroteia do Palatinado-Simmern          | Avô materno: João Casimiro, Conde do Palatinato-Simmern | Bisavó materna: Maria de Brandemburgo-Kulmbach                  |
| Leonor Doroteia de Anhalt-Dessau | Mãe: Doroteia do Palatinado-Simmern          | Avó materna: Isabel da Saxónia                          | Bisavô materno: Augusto I, Eleitor da Saxónia                   |
| Leonor Doroteia de Anhalt-Dessau | Mãe: Doroteia do Palatinado-Simmern          | Avó materna: Isabel da Saxónia                          | Bisavó materna: Ana da Dinamarca (1532–1585)                    |